# سیرابی شیردان به سبک پرتو

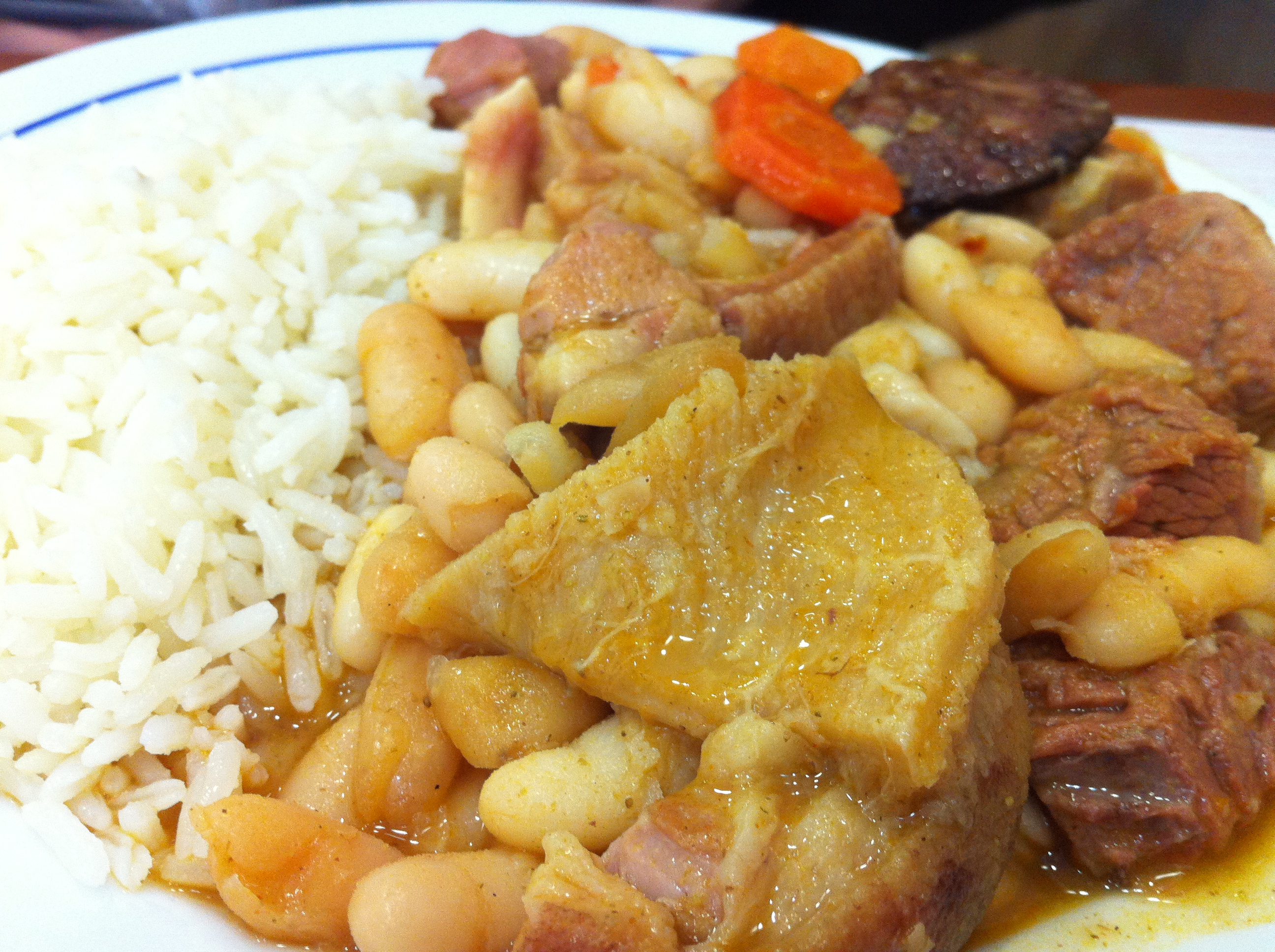
یک بشقاب tripas à moda do Porto (سبرابی شیردان به سبک پورتو) که در سراسر پرتغال به نام دوبرادا نیز معروف است.

سیرابی شیردان به سبک پُرتو، (پرتغالی: Tripas à moda do Porto) یا (پرتغالی: dobrada à moda do Porto) خوراکی از کشورپرتغال است که با سیرابی شیردان، لوبیای سفید، هویج و برنج طبخ می‌گردد. این خوراک به عنوان غذای سنتی شهر پورتو در نظر گرفته شده و به طور گسترده در سراسر پرتغال شناخته شده است، این خوراک دوبرادا (پرتغالی: Dobrada)نیز نامیده می‌شود.

## تاریخچه
گفته شده که این خوراک در سال ۱۴۱۵ در کارخانه کشتی سازی لوردل دو اورو در بندر پورتو بوجود آمده است. جایی که در آن کشتی‌ها و قایق‌هایی مخفیانه در حال ساخت بود تا، پرتغالی‌ها را به سبته (سئوتا) و بعدها به اکتشافات حماسی پرتغالی‌ها ببرد.
شایعات متعدد و متنوعی در مورد هدف از ساخت این کشتی‌ها بر سر زبانها بود، برخی می‌گفتند که این قایق‌ها برای انتقال شاهزاده خانم هلنا به انگلستان و ازدواج وی در آنجا ساخته می‌شود. دیگران می‌گفتند که قرار است پادشاه پرتغال ژواو (جان) یکم را برای زیارت کلیسای مقبره مقدس به اورشلیم ببرند. کسانی بودند که می‌گفتند این ناوگان در واقع برای سفر شاهزادگان پدرو و هنری به ناپل برای ازدواج ایشان است.
تا این که شاهزاده هنری به صورت ناگهانی و غیرمنتظره در پورتو حضور به عمل رسانید تا پیشرفت کار در کارخانه کشتی سازی را، مورد بررسی قرار دهد.با ابن که وی از کارهای انجام شده رضایت داشت، با این حال باور داشت که کارهای بیشتری می‌توان انجام داد. وی به استاد واس استادکاروفادار کشتی سازی اعتماد نمود و دلیل مأموریت مخفی را که فتح سبته (سئوتا) بود را با وی در میان گذاشت. شاهزاده سپس از همه کارکنان خواست تا تعهد و فداکاری بیشتری داشته باشند، استاد واس و به نوبه خود به شاهزاده اطمینان داد که همان کاری را که سی سال قبل در طی جنگ با کاستیل انجام داده بودند، را تکرار خواهد نمود.
کشتی‌ها ساخته شدند و سکنه شهر آنها را با هر چیزی که در اختیار داشتند پُر کردند و تمامی گوشت‌های مرغوب را به نطامیانی که به سواحل آفریقا می‌رفتند، تقدیم نمودند و فقط امعاء و احشای شکم دام ها باقی ماند.
برای زمان سیرکردن مردم مواد غذایی محدودی باقی مانده بود که فقط از نان تیره و سیرابی و شیردان، اما لزومی نبود تا مردم پورتو سختی و رنج داشته باشند، زیرا آنها شیوه ای برای پختن سیرابی و شیردان‌های خود ابداع نمودند و این فداکاری باعث شد تا به(پرتغالی: tripeiros) (سیرابی خواران) ملقب شوند.